# Josep Ildefons Gatell i Domènech
Josep Ildefons Gatell i Domènech (Barcelona, 1834 - Barcelona, 1918) fou un historiador català, fundador el 1891 del Full Dominical de Barcelona, el primer de l'estat espanyol. Ordenat sacerdot el 1854, va ser el rector de Sant Joan de Gràcia i Sant Anna de Barcelona. Va col·laborar amb publicacions religioses, des d'on va combatre l'integrisme. Va publicar diverses obres religioses, l'obra teatral El llenyataire i llibres d'història sobre la Revolució de Setembre i la persecució religiosa.